# Marceline Desbordes-Valmore

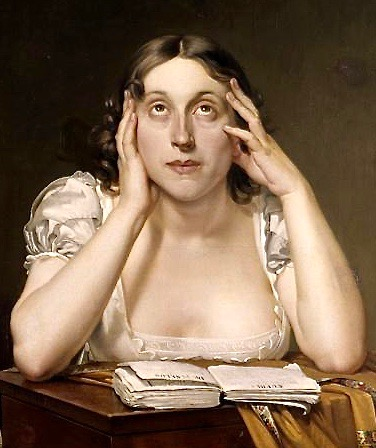
Marceline Desbordes-Valmore (Constant-Joseph Desbordes).

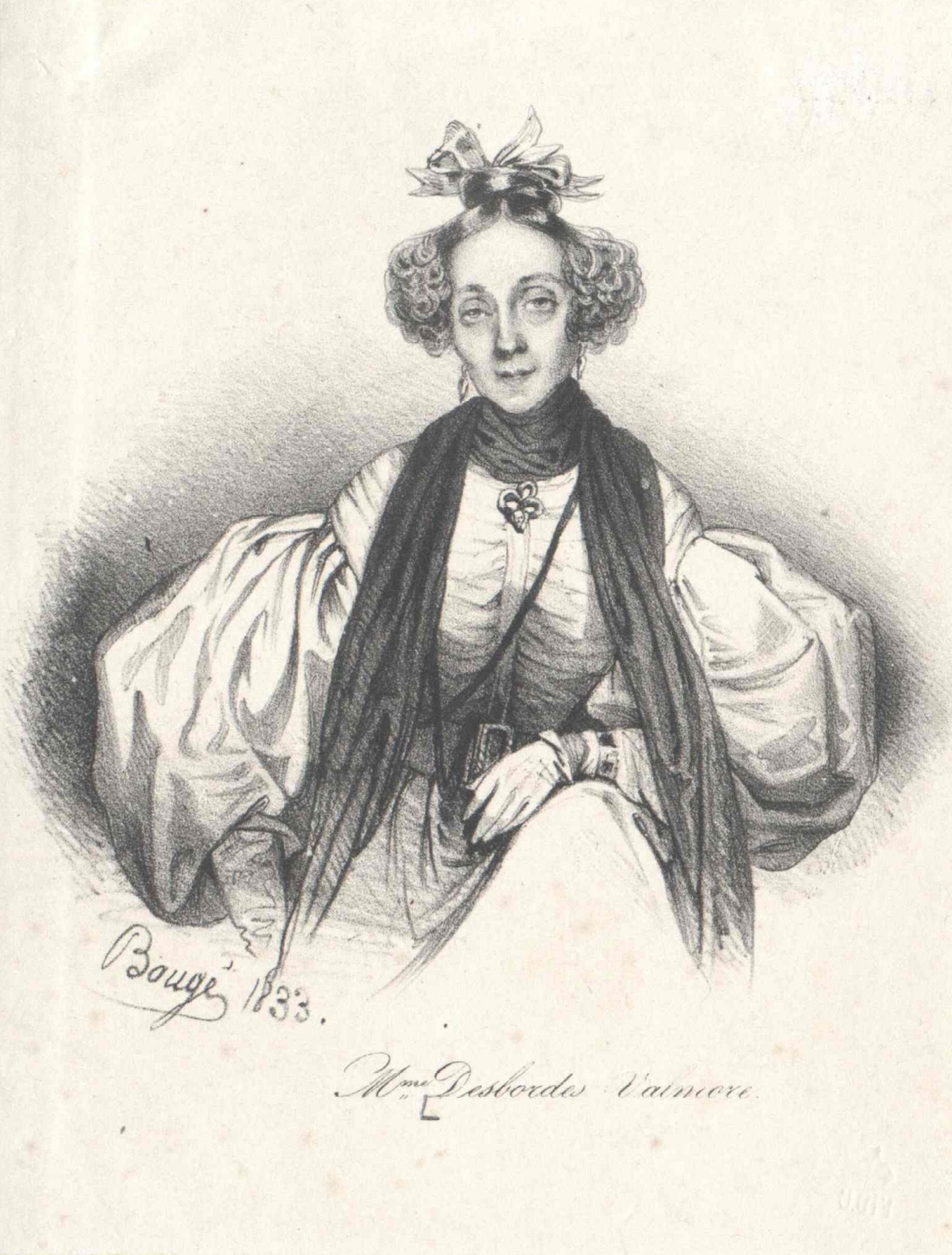
Marceline Desbordes-Valmore (1833)

Marceline Desbordes-Valmore (* 20. Juni 1786  im nordfranzösischen  Douai; † 23. Juli 1859 in Paris) war eine französische Schriftstellerin, Sängerin und Schauspielerin.

## Literatur

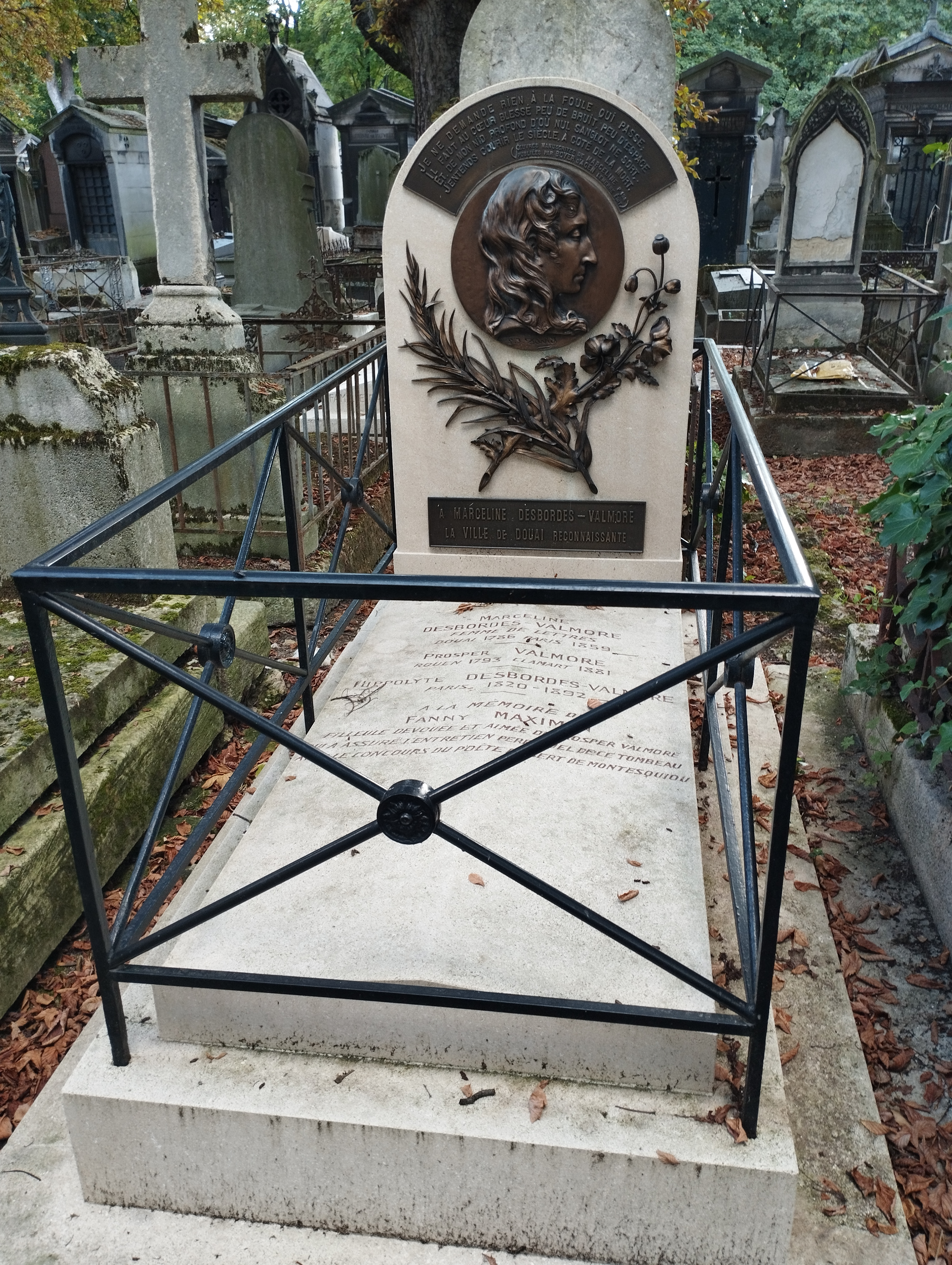
Grab.

## Leben
Marceline Félicité Josèphe Desbordes war die Tochter des erfolgreichen Malers Félix Desbordes und seiner Frau Catherine Lucas. Sie wurde in eine bürgerliche Familie geboren und lebte in der Zeit der Französischen Revolution. Ihre Kindheit war durch die schwierige Lage der Familie gekennzeichnet, da ihr Vater in den Wirren der Revolution mehr und mehr verarmte. Um die finanzielle Situation der Familie zu verbessern, beschloss ihre Mutter, sie im Jahr 1801 mit einem Verwandten in Guadeloupe auf den Antillen zu verkuppeln. Jedoch starb ihre Mutter im Mai 1803, was an der langen Bootsfahrt und am ausgebrochenen Gelbfieber lag. Von Gelbfieber gezeichnet, kehrte auch die 16-jährige Tochter zurück in ihre Heimat, um mit ihrem Vater zu leben.
Desbordes widmete sich der Musik und begann eine Karriere als Sängerin und Schauspielerin. Das Zusammentreffen mit dem belgisch-französischen Komponisten André-Ernest-Modeste Grétry im Jahr 1805 brachte ihr ein Engagement an der Opéra-Comique de Rouen. 1813 wechselte sie ans Odéon, und 1815 spielte sie am Brüsseler Theater La Monnaie die Rolle der „Rosine“ im „Barbier von Sevilla“. Sie schrieb zunächst auch selbst für die Bühne, war damit aber nicht erfolgreich.
Von 1808 bis 1810 befand sie sich in einer unehelichen Beziehung mit Henri de Latouche, einem Schauspieler und Literaten, mit dem sie eine von Unterbrechungen geprägte, 30-jährige Affäre hatte. Ihr gemeinsamer Sohn starb 1816 im Alter von fünf Jahren. In zweiter Ehe heiratete sie 1817 den Schauspieler Prosper Lanchantin Valmore, mit dem sie auch oft auf der Bühne stand. Von den Misserfolgen ihrer Bühnenwerke geprägt und der daraus resultierenden Armut, war sie gezwungen, ihre Gedichte zu veröffentlichen. Das Paar hatte mit dem Tod von drei von vier Kindern zu kämpfen. Ihr Mann verfolgte eine militärische Karriere, daher musste er mit den Folgen von sieben Jahren Gefangenschaft leben. Da ihr Leben von Trauer geprägt war, nannte man sie auch Notre-Dame-des Pleurs („Unsere Liebe Frau der Schmerzen“).
Bereits 1819 hatte sie mit ihrem Debütband „Élégies et Romances“ Erfolg. 1823 kehrte sie der Bühne den Rücken und schuf bis zu ihrem Lebensende weitere Gedichtbände. Werke wie: „Élégies et Poésies nouvelles“ (1825), „Poésies“ (1830), „Les Pleurs“ (1833), „Pauvres fleurs“ (1839), „Bouquets et prières“ (1843) und  weitere Erzählungen, Prosakurzgeschichten sind Beispiele dafür.
Ihre Werke, besonders die Gedichte, zeigen Desbordes-Valmore als eine außerordentlich gütige, sensible Frau mit einem großen liebenden Herzen, aber auch mit verstörenden Brüchen in ihrem wechselvollen Leben. Die Themen ihrer Gedichte reichen von Mutterschaft – die sie als fast einzige Dichterin poetisch erschloss – über Liebe, Freundschaft, Kindheit, Gott bis zur sozialen Unterdrückung, gegen die sie protestierte, z. B. anlässlich des Aufstands der Seidenweber in Lyon 1831/1834. Ihre Gedichte wurden aufgrund ihres Stils, ihrer Musikalität und der authentischen Emotion geschätzt. Ihr Stil zeugt von Modernität, Originalität und Sensibilität. Aufgrund ihres literarischen Erfolges verlieh man ihr mehrere akademische Preise und eine vom König finanzierte Rente im Wert von 1500 Franc. Charles Baudelaire und Paul Verlaine, dieser von Arthur Rimbaud auf sie aufmerksam gemacht, bewunderten die Innigkeit, Musikalität und Unmittelbarkeit ihrer Poesie. Sie wurde als größte Lyrikerin Frankreichs im neunzehnten Jahrhundert bezeichnet. Nach einem Leben voller Trauer, vieler Verluste im Familien- und Freundeskreis, starb sie 1859 in Paris und hinterließ eine finale Sammlung, die später veröffentlicht wurde.

## Zeitliche Einordnung ihrer Werke
Die Romantik ist eine literarische und künstlerische Bewegung, die vom Ende des 18. Jahrhunderts bis zur ersten Hälfte des 19. Jahrhunderts andauerte. In dieser Epoche steht die Selbstfindung, die Verwandlung und die Übermittlung von Emotionen und Gefühlen im Mittelpunkt. Wichtige Persönlichkeiten dieser Epoche in Frankreich waren beispielsweise Victor Hugo (1802–1885) und Alphonse de Lamartine (1790–1869). In den Werken von Marceline Desbordes-Valmore spielt der Schmerz, ausgelöst durch ihre vielen Verluste, eine große Rolle. Die Gefühle im Zusammenhang mit ihrer Affäre mit dem Schriftsteller Henri de Latouche werden ebenfalls in ihren Werken sichtbar. Ihr bekanntestes Werk ist eine Gedichtsammlung aus dem Jahr 1860 unter dem Titel „Poésies inédites“. Themen wie Liebe, Leidenschaft und Schmerz werden hier besonders deutlich gemacht.

## Gedichtanalyse „Les Séparés“
Das Gedicht „Les Séparés“, wird als Elegie beschrieben oder als eine Art Klagegedicht, da es inhaltlich ein trauriges Thema behandelt. Die Gefühle der Liebe und des Leidens werden intensiv ausgedrückt und beschrieben. Das Gedicht hat die Form eines Trennungsbriefes, welches durch den Titel „Les Séparés“ / „Die Getrennten“ bestätigt wird. Die Dichterin wendet sich mit dem Imperativ an ihren Geliebten und fordert ihn damit auf, ihr nicht zurückzuschreiben: „n’écris pas“ / „schreib nicht“. Dies unterstreicht sie, indem sie am Ende jedes Vierzeilers dies wiederholt und somit deutlich macht, dass es kein Zurück für die Beziehung gibt. Dies setzt sie durch das ganze Gedicht hindurch fort. Des Weiteren macht sie deutlich, dass sie trauert und sterben will: „Je suis triste et je voudrais m’éteindre“/ „Ich bin traurig und möchte zurückziehen“. Anhand der Wörter: „m’éteindre“ / „zurückziehen“, „tombeau“ / „Grabmal“ und „mourir“ / „sterben“ wird der Schmerz unterstrichen, und die Liebe wird mit Leid und Tod in Beziehung gesetzt. Der Grund für den Klagebrief, ihrer Beschwerden und Schmerzen, ist die Trennung von ihrem Geliebten, über den sie offensichtlich nicht hinweg ist. Dies wird vor allem in der zweiten Strophe deutlich: „Au fond de ton absence“ / „In den Tiefen deiner Abwesenheit“. Die Trennung von ihrem Geliebten und seine Abwesenheit lässt sie in tiefe Sehnsucht fallen. Dies wird ebenfalls in der ersten Strophe am „sans toi“ / „ohne dich“ deutlich. Sie beschreibt ihren Geliebten in der ersten Strophe, anhand einer Metapher, als Licht: „Les beaux étés, sans toi, c’est la nuit sans flambeau“ / „Die schönen Sommer ohne dich sind wie die Nächte ohne das Licht“. Trotz des Schmerzes, den sie empfindet, erinnert sich die Dichterin an die schönen Zeiten, die sie zuvor hatte, und an die Freude, die sie in ihrer Liebesbeziehung verspürt hatte. Die tiefe Verbundenheit mit dem Geliebten wird durch das „tu m’aimes“ / „du liebst mich“ und „je t’aimais“ / „ich liebte dich“ unterstrichen. Sie weiß, dass er sie noch liebt, jedoch spricht sie in der Vergangenheitsform um besser mit der Trennung umgehen und um ihn leichter vergessen zu können. Offensichtlich hinterlässt die Trennung eine große Leere und Lücke in ihr, weshalb sie nicht mehr leben möchte wie zuvor und keinen Sinn in einer weiteren Existenz sieht. Die Liebe im Gedicht wird auf eine widersinnige Art und Weise dargestellt, da sich die Dichterin zwar an schöne Erlebnisse erinnert und diese zurücksehnt, jedoch ist der Schmerz und das Leiden so stark, dass ihr eine Weiterführung der Beziehung nicht erträglich zu sein scheint und zum Tod führen würde.
| Les Séparés | Die Getrennten |
| --- | --- |
| N’écris pas - Je suis triste, et je voudrais m’éteindre. Les beaux été sans toi, c’est la nuit sans flambeau. J’ai refermé mes bras qui ne peuvent t’atteindre, Et frapper à mon cœur, c’est frapper au tombeau. N’écris pas ! N’écris pas - N’apprenons qu’à mourir à nous-mêmes, Ne demande qu’à Dieu … qu’à toi, si je t’aimais ! Au fond de ton absence écouter que tu m’aimes, C’est entendre le ciel sans y monter jamais. N’écris pas ! N’écris pas – Je te crains; j’ai peur de ma mémoire; Elle a gardé ta voix qui m’appelle souvent. Ne montre pas l’eau vive à qui ne peut la boire ; Une chère écriture est un portrait vivant. N’écris pas ! N’écris pas ces mots doux que je n’ose plus lire, Il semble que ta voix les répand sur mon cœur; Et que je les voix brûler à travers ton sourire, Il semble qu’un baiser les empreint sur mon cœur. N’écris pas ! | Schreib nicht! Ich bin traurig und möchte zurückziehen. Die schönen Sommer ohne dich sind wie die Nächte ohne das Licht. Ich kann dich nicht mehr erreichen und habe die Arme verschränkt; Und auf meinem Herzen zu klopfen ist auf meinem Grabe zu schlagen. Schreib nicht! Schreib nicht! Laß uns lernen, nur in uns zu sterben; Bitte nur Gott… dein Selbst, ob ich dich liebte! In den Tiefen deiner Abwesenheit zu hören, dass du mich liebst, Ist vom Himmel zu hören, ohne auffahren zu können. Schreib nicht! Schreib nicht! Ich fürchte dich und habe Angst vor meiner Erinnerung, Die deine Stimme behaltet und mir oft zurufen hat; Zeig mir das Wasser nicht, das nicht getrunken werden kann, Denn dein liebliches Schreiben bringt dein Bildnis zum Leben! Schreib nicht! Schreib jene süßen Worte nicht, die ich nicht mehr zu lesen wage. Es scheint, dass deine Stimme sie auf meinem Herzen verteilt, Und, da ich sie durch den Glut deines Lächelns erblicke, Scheinen sie mit einem Küß auf meinem Herzen gestempelt zu sein. Schreib nicht! |

## Werke
- Élégies et romances (1819, Elegien und Romanzen)
- Poésies (1820)
- Les Veillées des Antilles (poésies et nouvelles, 1821)
- Élégies et Poésies nouvelles (1825, Elegien und neue Poesie)
- Poésies Inédites (1830, Neue Poesie)
- Album du Jeune Age (1830)
- Les pleurs (1833, Die Tränen)
- Une Raillerie de l’Amour (Romen, 1833)
- L’Atelier d’un Peintre (Romen, 1833)
- Salon de Lady Betty (nouvelles, 1836)
- Pauvres fleurs (1839, Arme Blumen)
- Violette (Roman, 1839)
- Contes en vers pour les Enfants (1840)
- Contes en prose (1840)
- Livre des Mères et des Enfants (1840)
- L’Inondation de Lyon (1840)
- Bouquets et prières (1843, Sträuße und Gebete)
- Domenica (nouvelle, 1843)
- Huit Femmes (nouvelles, 1845)
- Anges de la Famille (contes, 1849)
- Jeunes Têtes et Jeunes Coeurs (1855)
- Poésies inédites (1860 postum, Unveröffentlichte Gedichte)
- Contes et Scènes de la Vie de Famille (1865)
- Les petits Flamands
- Poésies de l’Enfance (1868)
- Poésies en Patois (1896)

Quelle:
Übersetzungen ins Deutsche:
- Stefan Zweig: Marceline Desbordes-Valmore. Das Lebensbild einer Dichterin. (1927, enthält eine Auswahl von Gedichten, Briefen und autobiograph. Fragmenten übersetzt von Gisela Etzel-Kühn)
- Marceline Desbordes-Valmore: Die erste Liebe / Le premier amour. Ausgewählte Gedichte (französisch / deutsch) Vorw. u. übersetzt von Karl Schwedhelm (Bühl/Baden: Roland-Verlag, 1947; Rimbaud, 1997), ISBN 3-89086-812-6.
- Marceline Desbordes-Valmore: Gewitter der Liebe. Gedichte (französisch / deutsch) übersetzt von Kay Borowsky (Tübingen: Heliopolis, 1988), ISBN 3-87324-067-X.
- Marceline Desbordes-Valmore: Domenica. Geschichte einer Sängerin. Übersetzung und Nachwort: Joachim Schultz (Frankfurt/Main: Insel, 2000), ISBN 3-458-34406-3.
- Marceline Desbordes-Valmore: Tag des Feuers. Gedichte (französisch / deutsch) übersetzt von Hans Krieger. Stutz, Passau 2012, ISBN 978-3-88849-067-5.